# Giuseppe Arrigoni
Giuseppe Arrigoni (Bergamo, 1º aprile 1915 – Bergamo, 2006) è stato un restauratore e pittore italiano, attivo soprattutto in ambito lombardo, tra le provincie di Bergamo, Pavia e Sondrio.

## Biografia

### Istruzione e formazione
Nato a Bergamo nel 1915, frequentò la Scuola d'Arte "Andrea Fantoni" di Bergamo tra il 1927 e il 1930, seguendo lezioni di disegno e acquarello. Completò la formazione con il pittore e decoratore Giovanni Fasciotti, come lui allievo di Francesco Domeneghini, con il quale cominciò a familiarizzare con le tecniche di pittura murale.

### Al seguito di Mauro Pelliccioli
Cominciò a frequentare la bottega del restauratore Mauro Pelliccioli a Milano nel 1934, dove già lavorava sua fratello Luciano; qui apprese tecniche e metodi di restauro. Dopo gli anni di apprendistato, divenne uno dei più stretti collaboratori del Pelliccioli, partecipando con lui a importanti restauri di quegli anni; in particolare tra 1935 e 1938 lo seguì in Ungheria con il fratello ed altri restauratori, dove lavorarono sugli affreschi del palazzo reale e della cattedrale di Erzstrogom e poi sugli affreschi di Franz Maulbertsch a Sumeg. Nel 1939 era a Roma per lavorare al Regio Istituto Centrale del Restauro, dove il Pelliccioli era stato nominato restauratore capo e suo fratello Luciano aiuto-restauratore. In quegli anni partecipò ad alcuni importanti interventi fino al 1943, continuando la collaborazione con l'Istituto anche nel Dopoguerra. In particolare restaurarono gli affreschi di Giotto nella Cappella Scrovegni a Padova e quelli del Tiepolo a Vicenza. Lavorarono anche sul Cenacolo di Leonardo da Vinci.

### L'attività autonoma
Negli anni Cinquanta iniziò una carriera autonoma di restauratore, eseguendo un notevole numero di strappi e intrattenendo rapporti con i vari soprintendenti e funzionari delle Belle Arti di varie regioni. Ad esempio Pasquale Rotondi, Soprintendente alle Gallerie della Liguria, lo seguì durante scoperta e strappo di affreschi duecenteschi a Sampierdarena (GE), o Gian Alberto dell'Aqua, Soprintendente di Milano, lo seguì nel restauro degli affreschi nella Basilica di San Pietro al Monte a Civate. Uno dei suoi lavori più importanti fu però la partecipazione alla prima fase di una campagna di restauro in Etiopia, durante la quale una squadra di bergamaschi, guidati da Sandro Angelini, fu incaricata di recuperare dodici antiche chiese monolitiche a Lalibelà. Importante anche il suo intervento sull'affresco della Danza Macabra sulla facciata dell'Oratorio dei Disciplini a Clusone (BG). Eseguì inoltre il restauro di una ventina di tele e tavole per la Pinacoteca di Brera.
Nella sua carriera gli capitò anche di lavorare su alcuni gruppi scultorei, come le numerose statue di terracotta del Sacro Monte di Orta, sulle quali lavorò tra il 1981 e il 1982.

### Gli ultimi anni
Cessò l'attività di restauratore nel 1983, anche se continuò a operare su piccoli interventi per committenti privati. Preferì però dedicarsi all'attività pittorica, che svolse praticamente fino alla sua scomparsa, avvenuta nel 2006. Nel 1995 organizzò una mostra fotografica durante la quale espose tutte le fotografie scattate durante i suoi interventi di restauro più significativi

## L'archivio Giuseppe Arrigoni
Giuseppe Arrigoni fu tra i primi a donare, nel 1997, la sua raccolta documentaria all'Archivio Storico Nazionale dei Restauratori Italiani, nato nel 1995 grazie alla collaborazione tra il Ministero della Cultura (attraverso l'Istituto Centrale per il Restauro) e l'Associazione Giovanni Secco Suardo di Lurano (BG).